# Брольи, Шарль-Амеде де
Шарль-Амеде де Брольи (фр. Charles-Amédée de Broglie; 1649 — 25 октября 1707), граф де Ревель — французский военный деятель.

## Биография
Второй сын генерал-лейтенанта Франсуа-Мари де Брольи, графа де Ревеля, и Олимпы-Катрин де Вассаль, младший брат маршала Франции Виктора-Мориса де Брольи.
Ещё ребёнком 26 мая 1654 получил пехотный полк, вакантный после смерти сьёра де Мезонёвра, и который был распущен 12 декабря 1659 по окончании франко-испанской войны.
Его опекун капитан Эспри Доноди получил для своего подопечного инвеституру на пьемонтские владения от герцога Карла Эммануила Савойского (16.05.1664).
Достигнув подходящего возраста, он в 1665 году поступил на службу, стал знаменосцем шотландских жандармов (18.06.1666), и провел свою первую кампанию в Нидерландах, поучаствовав в осадах и взятии Турне, Дуэ и Лилля (1667).
12 января 1668 был назначен кампмейстер-лейтенантом Королевского кирасирского полка, сложил должность знаменосца, и в кампанию того года участвовал в завоевании Франш-Конте.
В начале Голландской войны отличился, переправившись на глазах у короля через Рейн со своим кирасирским полком, и силами одного этого полка отбросив несколько вражеских подразделений. Сам Брольи при этом был опасно ранен.
В 1672 году воевал под началом маршала Тюренна, части которого выступили против войск курфюрста Бранденбургского и взяли несколько крепостей в феврале 1673. Вернувшись на театр военных действий в Нидерландах, участвовал в осаде Маастрихта.
В 1674 году отличился в битве при Сенефе, где снова был ранен. 12 марта 1675 произведен в бригадиры. Внес вклад во взятие Динана, Юи, Лимбурга, в 1676 году Конде, Бушена и Эра. В 1677 году участвовал в осаде и взятии Валансьена, битве при Касселе, осаде Камбре.
20 января 1678 произведен в лагерные маршалы. Участвовал в осадах и взятии Гента и Ипра, в августе сложил командование кирасирским полком. Перешел в Германскую армию маршала Креки, в составе которой и закончил кампанию.
4 марта 1684 направлен в войска маршала Бельфона в Каталонию, где участвовал в бою на реке Тер и осаде Жироны.
С началом войны Аугсбургской лиги 24 августа 1688 произведен в генерал-лейтенанты. 9 марта 1689 направлен в Бретань под командование маршала д'Эстре, 4 мая 1690 в Они, под командование маркиза де Сурди, 13 июня 1691 в Руссильонскую армию. Выступив на помощь Кампредону, он заставил противника снять осаду. В ходе войны провел пять кампаний на Рейне под командованием маршалов Лоржа, Жуайёза и Шуазёля, все это время державшихся в обороне.
В начале войны за Испанское наследство 14 августа 1701 направлен в Итальянскую армию. Командовал второй линией в битве при Кьяри.
Особенно отличился при обороне Кремоны 1 февраля 1702, когда войска Евгения Савойского внезапно ворвались в город, маршал Вильруа и маркиз де Кренан были взяты в плен. Брольи, оказавшись командующим, выбил принца Евгения из города, заставив отступить с большими потерями.
В награду Людовик XIV 8 марта 1702 дал графу губернаторство в Конде, вакантное после смерти маркиза де Кренана, а 24 августа пожаловал в рыцари орденов короля. 
Под командованием герцога Вандомского руководил осадой Кастильоне, штурмовал город 27 мая, и тот пал на следующий день, а цитадель сдалась, после того, как была блокирована. Сражался в битве при Луццаре, участвовал в осаде Гуасталлы и Боргофорте, после чего вернулся во Францию.
Цепь ордена Святого Духа Брольи получил 27 мая 1703, после чего оставил военную службу.
Построил в Париже особняк (Hôtel de Broglie) на улицах Сен-Доминик, Бель-Шасс и Университета.
Жена (июль 1707): Шарлотта-Жюли Потье де Жевр (2.11.1669—3.01.1752), дочь Леона Потье, герцога де Трем, и Мари-Франсуазы-Анжелики дю Валь. Брак бездетный